# ثلاثة عشر قمرا

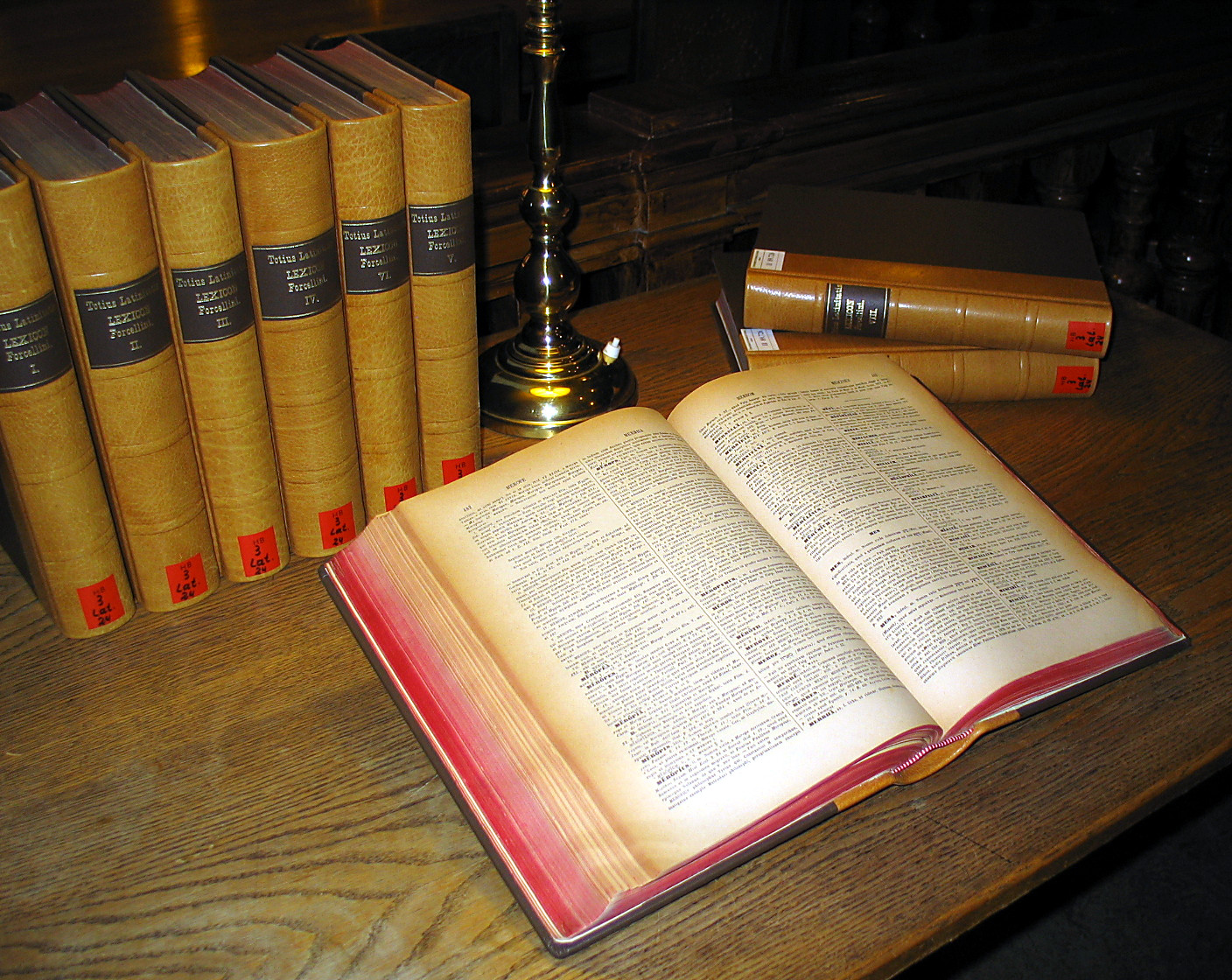
صورة لكتاب

ثلاثة عشر قمرًا هي رواية تاريخيّة صدرت عام 2006 للمؤلّف الأمريكي تشارلز فرايزر، وهو كتابه الثاني بعد رواية "الجبل البارد" الحائزة على جوائز. تدور أحداث الرّواية في منتصف القرن التاسع عشر، وهي مبنيّة بشكل فضفاض على حياة ويليام هولاند توماس، وهو ضابط في الجيش الكونفدرالي أثناء الحرب الأهليّة الأمريكيّة والرّئيس الرّئيسي للفرقة الشّرقية لهنود الشيروكي ، وهو الرّجل الأبيض الوحيد الذي شغل هذا المنصب على الإطلاق. ثلاثة عشر قمرًا يصور المناخ الاجتماعي والسّياسي الذي سبق وبعد إزالة الشيروكي من موطن الأجداد لأمة الشيروكي في ما يعرف اليوم بغرب ولاية كارولينا الشمالية.

## ملخص المؤامرة
اقتراب نهاية حياته، يتأمل رجل الحدود ويل كوبر تجاربه التكوينية من الرّاحة غير المألوفة في منزله الّذي يعود تاريخه إلى القرن العشرين. مكالمة يمكن أن تكون من كلير، حب ماضيه الّذي فقد الاتّصال به، تغرقه في الذّاكرة، التي يشمل تذكّرها، باستثناء هذه المقدمة والخاتمة القصيرة، الرّواية بأكملها.
تمّ بيع ويل، وهو صبيّ يبلغ من العمر اثني عشر عامًا، إلى العبودية بالسّخرة، وبهذه الصّفة يسافر بمفرده إلى أطراف الولايات المتّحدة الأمريكية المتنامية وأمة شيروكي من أجل إدارة مركز تجاري . وفي طريقه إلى المركز التجاريّ، تعرض للعديد من المغامرات وانتهى به الأمر بفقدان حصانه الّذي يعد وسيلة النّقل الوحيدة لديه. أثناء تعقب حصانه المحبوب "ويفرلي" يصادف فيذرستون الهائل (لص الخيول الشّهير)، الّذي يهزمه ويل في لعبة حظ تصل إلى مبلغ كبير من المال. يطلب فيذرستون أن يمنحه فرصة أخيرة لاسترداد كل الأموال في توزيع ورق نهائي ضد فتاة يدعي فيذرستون أنّه يمتلك الكثير منها. ويل يفوز بالفتاة وعندما يلتقي بكلير، التي كانت تبلغ من العمر 11 عامًا، يقع في حبّها على الفور؛ لكن فيذرستون هو الخاسر السيّئ ويرسله إلى البريّة للنّجاة بحياته. بعد بضعة أيّام من التّجوال، سيعثر على المركز التّجاري. هناك، يُظهر ويل، جنبًا إلى جنب مع القدريّة المتفائلة، القدرة على ريادة الأعمال. وتعلّم التّحدث بلغة الشّيروكي بسرعة، وهي لغة العديد من عملائه، ويتمكن من التّواصل معهم والتّجارة معهم. عندما يبلغ السّادسة عشرة من عمره، يموت صاحب المركز التّجاري ويبيع ابنه الشّركة إلى ويل. سمح له نجاحه المالي ببناء مكتبة صغيرة هناك.أصبح صديقًا لرئيس الشّيروكي المحلّّي المسمّى بير الّذي تبناه كابن وتمّ تبنيه في القبيلة أيضًا. ستلتقي بكلير للمرّة الثّانية في حفل يستضيفه الدّب عندما تبلغ من العمر 16 عامًا. يأتي عبر كرانشو Cranshaw، حيث كلير جزء من أسرة Featherstone، ومن المفترض أنها ابنته. علمنا أنّ فيذرستون نفّذ حكم المصادرة الذي كان ينبغي أن يحدث بعد أن قتل أحد أفراد مجموعة قبلية أخرى. سيعود بشكل متكرّر لزيارة كلير واستعارة الكتب من فيذرستون، الّذي لا يزال لديه المزيد من أرسالا ساحقًا في سواعده، لكنّه يقبله على مضض ويتبناه في النّهاية أيضًا. مع مرور السّنين، يزداد ارتباط ويل بكلير أكثر فأكثر ويكملان عاطفتهما بعد خطوبة، ويقضيان صيفين رومانسيين معًا. ومع ذلك، اكتشف ويل أن كلير هي زوجة فيذرستون، وليست ابنته، حيث تمّ تزويجها في الصّفقة عندما تزوّج من أختها الكبرى. إلى جانب حقيقة أن الرّجل الأبيض لا يمكنه الزّواج قانونيًا من امرأة مختلطة الدم في الولاية وإصرار كلير على "الكلّ أو لا شيء" فإنّهما لن يتزوجا بشكل كامل أبدًا. لقد خاض أيضًا مبارزة مع فيذرستون، الّذي لا يبدو أنّه قادر على ترك حصان ويل بمفرده.
كان ويل ووالده الدّب يتآمرون لشراء الأرض التي تحتلها أمّة الشّيروكي بشكل قانونيّ. سوف يتبنّى قضيتهم ويضغط في مبنى الكابيتول في البلاد، ويدافع عن حقوق القبيلة القانونيّة في الأرض، ولفترة من الوقت ينجح جزئيًا في الاحتفاظ بجزء كبير من الأرض للاستخدام الحصريّ لقبائله. لقد تمّ تخديره إلى حدّ ما من خلال قراءته القانونيّة للتعقيد المفرط في المعاملات ويتمّ تقليل الجزء بشكل كبير. ومع ذلك، في النّهاية، يأتي الجيش، ويهجير جميع أفراد شعب الشّيروكي تقريبًا ويجبرهم على الذّهاب إلى السّهول خارج موطنهم التّقليدي في الخلجان المقطوعة من الجبال؛ كلير مجبرة على الابتعاد. قام بزيارتها في وقت لاحق، لكنّها لم تكن متحمّسة لزيارته ومنذ ذلك الحين أنجبت طفلًا من فيذرستون. يخبر فيذرستون ويل أنّه مات وعاد إلى الحياة، وهو مصمّم على جعل وفاته الثانية ذات أبعاد أكثر استثنائية.
بعد أن دمّره فقدان حبّه بالإضافة إلى المآسي الّتي عانى منها أصدقاؤه على طول طريق الدموع، وبعض المحاولات الواعية للعثور على شريك آخر، وأخيرًا الصّدمات التي شهدها بنفسه أثناء القتال في الحرب الأهلية الأمريكية، سيترك ويل حبيبته الوحيدة. الوطن ويتجول في البلاد بلا هدف.
لقاء ويل الأخير مع كلير يحدث في فندق الربيع الدافئ Warm Springs، حينها يكون كلاهما في الخمسينيّات من عمرهما. يسمع ويل حديثًا عن امرأة ترتدي الرّداء الأسود تحافظ على نفسها بعيدًا عن نزلاء الفندق الآخرين وتبقى في حالة حداد أسود منذ وفاة زوجها بعد فترة طويلة من أي فترة ضروريّة. لقد صادفها بعد ظهر أحد الأيّام بعد أن تمّ قطعها بالسكين من قبل جامعي شخص يدين له بالمال. أخبرته أن وفاة فيذرستون الأخيرة لم تكن أكثر دراماتيكيّة من الأولى، وأنّ طفلها مات أيضًا. يقضي الزّوجان صيفًا آخر معًا، وخلال هذه الفترة ترفض كلير عرض زواج من ويل وتقرر تركه مرّة أخرى. بعد المزيد من السّنوات، يتقاعد ويل في منزل منعزل بعد صفقة مع السّكك الحديديّة المبنية على قطعة أرض كان يملكها. تنتهي الرّواية بمرثية الفرص الضّائعة، وروح الحدود، وذكرى السّكان الأصليّين.

## مبادرة الأدب شيروكي
تمّ اختيار ثلاثة عشر قمرًا من قبل مبادرة الأدب الشّيروكي التابعة لمتحف هنود الشّيروكي كأوّل عمل أدبي يُترجم إلى لغة الشّيروكي والمقاطع المقطعية. وتهدف المبادرة، الّتي تأسست بمنحة من تشارلز فرايزر، إلى الحفاظ على لغة الشيروكي. عمل ميرتل درايفر جونسون كمترجم.

## عقد
حصل تشارلز فرايزر على دفعة مقدّمة تزيد عن ثمان ملايّين دولار مقابل الاقتراح الذي أصبح ثلاثة عشر قمرًا. بلغت الطّبعة الأوّلية للكتاب 750 ألف نسخة، لكن نصفها فقط بيع منها. وتشير التقديرات إلى أن شركة Random House خسرت 5.5 مليون دولار من المبلغ المقدم.

## روابط خارجية
- مراجعة صحيفة لوس أنجلوس تايمز لثلاثة عشر قمرًا – أكتوبر 2006
- مراجعة سياتل تايمز